# Turingi
Thuringi ali Turingi so bili germansko ljudstvo, ki je živelo v kraljestvu Turingije in ki se je pojavilo med poznim migracijskim obdobjem južno od gorovja Harz v osrednji Nemčiji, regiji, ki jo danes imenujemo Turingija. Turinško kraljestvo je prišlo v konflikt s merovinškimi Franki in kasneje tudi pod frankovski vpliv in nadzor kot plemensko vojvodstvo. Ime se še vedno uporablja za eno od zveznih držav moderne Nemčije (Turingija).

## Prve omembe
Turingi se v klasičnih rimskih besedilih ne pojavijo pod tem imenom. Domneva se, da so bili morda potomci svebskih Hermandurov, zato bi lahko zadnji del njihovega imena (-duri) predstavljal isti zvok kot -thuri, skupaj z germansko pripono -ing, kar nakazuje na naziv »potomci (Herman)durov«. To ljudstvo je živelo blizu Markomanov. Tacit v svoji knjigi Germania opisuje njihovo domovino kot kraj, kjer se začne Elba, pa tudi da so imeli kolonije ob Donavi in celo znotraj rimske province Retija. Klavdij Ptolemaj ne omenja niti Hermundurov niti Turingov v svoji geografiji, ampak namesto tega omenja Teuriochaemae, ki so živeli severno od “Sudetov planin”, kar bi lahko bile današnje Rudne gore na Češkem. Ti bi lahko bili tudi povezani s kasnejšimi Turingi. (Chaemae bi lahko predstavljal različico germanske besede za 'dom'. Ptolemaj prav tako na primer omenja ljudstvo imenovano Bainochaimai, ki je zahodno od Elbe.)
Verjetno je, da je ime Turingov prvič omenjeno v veterinarskem delu Vegetija, napisano zgodaj v petem stoletju.
Turingijsko kraljestvo se je lahko oblikovalo pod vplivom dveh že dalj časa znanih plemen, ki sta bili bolj povezani z vzhodno obalo nižje Elbe, severovzhodno od Turingije, in sicer Angli in Varini. Karolinški pravni kodeks omenja oz. vsebuje »zakon Angli in Varini, to so Thuringi (Turingi)«. Veliko prej, v svoji knjigi Germania na primer, je Tacit prišteval Angle in Varine med bolj oddaljena Svebska plemena, ki so živela onstran Elbe in blizu morja, kjer so častili boginjo imenovano Nerthus. Ti dve plemeni naj bi se nahajali severno od Donave v tem obdobju. Prokopij v njegovih Gotskih vojnah opisuje deželo Varinov v 6. stoletju kot deželo južno od Danske, a severno od Slovanov, ki so bili spet severno od barbarskih dežel, ki ležijo severno od Donave. Prokopij opisuje ženitve med Angli iz Britanije in Varini v 6. stoletju.
V nekaterih seznamih ljudstev so bila vključena v Atilovo invazijo v Galijo. Walter Pohl je prav tako predlagal, da bi lahko bili isti kot Turcilingi (ali Torcolingi), ki so bili eno od plemen blizu srednje Donave po propadu Atilovega cesarstva, kateremu so očitno vsi bili podložni. Specifično so povezani tudi z Odoakerjem, ki je kasneje postal kralj Italije in včasih se pojavljajo ideje, da so predstavljali del Skirov. Druga plemena v tem območju v tistem času so vključevala Rugijce in Herule. Sidonij Apolinarij v svoji sedmi pesmi izrecno navaja, da so med zavezniki, ki so se borili pod Atilo, ko je vstopil v Galijo leta 451. Med vladavino Hilderika I. sta Gregor iz Toursa in Fredegar zabeležila, da se je frankovski kralj poročil z bežečo ženo kralja Turingijcev, vendar je lahko zgodba izkrivljena. (Morebiti je bilo mišljeno območje Tongeren, zdaj v Belgiji.)
Med drugim sta Prokopij in Kasiodor opisala različna pisma med kraljestvom Turingijcev s Teodorikom Velikim (454–526) in Klodvikom I. (približno 466–511), po propadu Atile in Odoakerja.

## Politična zgodovina
Turingijci so ustanovili kraljestvo v poznem 5. stoletju. Svoj teritorialni vrhunec je doseglo v prvi polovici 6. stoletja, preden so ga osvojili Franki leta 531–532. Pregled grobnih mest Turingijcev razkriva lobanjske značilnosti, ki nakazujejo močno prisotnost hunskih žensk ali sužnjev, kar morda kaže, da so mnogi Turingijcu vzeli hunske žene ali sužnje po propadu Hunskega imperija. Prav tako obstajajo dokazi iz nakita, najdenega v grobovih, da so Turingi sklepali poroke z ostrogotskimi in langobardskimi ženskami. Pod vodstvom Alboina se je velika skupina Turingijcev pridružila Lombardom na njihovem migracijskem potovanju v Italijo. Lombardski kralj Agilulf (590–616) je bil Turingijec.
Po njihovi osvojitvi so bili Turingi podložni frankovskim vojvodam, vendar so se uprli in do konca 7. stoletja ponovno pridobili svojo neodvisnost pod Radulfom. Proti koncu tega stoletja so deli Turingije prišli pod saško oblast.
Za časa Karla Velikega in Svetega Bonifacija so ponovno bili podvrženi Frankom in so jim vladali frankovski vojvode, s sedežem v Würzburgu na jugu. Pod Martelom je bila avtoriteta turinških vojvod razširjena nad del Avstrazije in Bavarsko planoto, vključno  z dolinami rek Lahn, Majna in Neckar. Naab je v tistem času predstavljal jugovzhodno mejo Turingije, vključno z dolinami rek Werra in Fulda, segala pa je vse do Saške nižine na severu. Osrednja lokacija Turingije v Nemčiji onkraj Rena, je bila razlog, da je postala središče Bonifacijeve misijonske dejavnosti.
Turingijci so imeli ločeno identiteto še do leta 785–786, ko je eden njihovih vodilnih mož Hardrad vodil neuspešno vstajo proti Karlu Velikemu. Karolingi so kodificirali turingijske pravne običaje (morda jih niso obsežno uporabljali) kot Lex Thuringorum in še naprej zahtevali tribut svinj, verjetno še ostanek dajatev iz časa Merovingov. V desetem stoletju pod otonsko rodbino je bilo središče turingijske moči na severovzhodu, blizu Erfurta. Še konec desetega stoletja so kralji Nemčije še vedno sprejemali svinjski davek.

## Vera
Krščanstvo je doseglo Turingijo v petem stoletju, toda njihova izpostavljenost je bila omejena. Njihova prava kristjanizacija se je zgodila ob cerkveni organizaciji njihovega ozemlja, v zgodnjem in srednjem osmem stoletju pod Bonifacijem, ki je uničil njihov "sveti hrast" pri Geismaru leta 724, s čimer je odpravil ostanke njihovega poganstva.
V dvajsetih letih 11. stoletja je Aribo, nadškof Mainza začel kovati kovance v Erfurtu, najstarejšem tržnem mestu v Turingiji, katerega zgodovina sega v merovinško obdobje. Gospodarstvo, zlasti trgovina (npr. s Slovani)  se je po tem močno povečalo.

## Družbena zgodovina
Turinška plemiška družba, ki je imela mešanico frankovske, turinške in saške krvi, ni bila tako fevdalna kot tista v Franciji. Bilo je tudi več svobodnih kmetov kot v Franciji, čeprav je bilo še vedno veliko podložnikov. Obveznosti kmetov so tam bile tudi na splošno manj zatiralne. Pred Bonifacijem je bilo tudi manj duhovnikov. Bilo je malo obrtnikov in trgovcev, ki so se večinoma ukvarjali s trgovino s Slovani na vzhodu. Mesto Erfurt je bilo v tistem času najvzhodnejša trgovska postaja na frankovskem območju.

## Zgodovinopisje
Zgodovina Turingijcev je najbolje poznana iz zapisov njihovih osvajalcev Frankov. Gregor iz Toursa, po rodu Galo-Roman, je časovno najbližje opisal padec Turinškega kraljestva. Podobno vsebino je opisal tudi Widukind Corveyski, ki je pisal v desetem stoletju na Saškem, vendar je njegov opis prepleten s številnimi legendami.
Turingijci se kratko pojavijo tudi v takratnih italijanskih virih, ko njihove dejavnosti vplivajo na deželo južno od Alp. Prokopij, Vzhodni rimski avtor, jih omenja in govori o njihovem padcu. Pisec dela iz sedmega stoletja Origo Gentis Langobardorum omenja kralja Turingije Fisuda kot sodobnika Teodeberta I.